# Велш (Луїзіана)
Велш (англ. Welsh) — місто (англ. town) в США, в окрузі Джефферсон-Девіс штату Луїзіана. Населення — 3333 особи (2020).

## Географія
Велш розташований за координатами 30°14′8″ пн. ш. 92°48′45″ зх. д. / 30.23556° пн. ш. 92.81250° зх. д. (30.235589, -92.812387).  За даними Бюро перепису населення США в 2010 році місто мало площу 16,69 км², з яких 16,38 км² — суходіл та 0,31 км² — водойми.

## Демографія
Згідно з переписом 2010 року, у місті мешкало 3226 осіб у 1216 домогосподарствах у складі 843 родин. Густота населення становила 193 особи/км².  Було 1374 помешкання (82/км²).
Расовий склад населення:
| - 77,5 % — білих - 20,3 % — чорних або афроамериканців - 0,2 % — корінних американців - 0,1 % — азіатів |

До двох чи більше рас належало 1,5 %. Частка іспаномовних становила 1,4 % від усіх жителів.
За віковим діапазоном населення розподілялося таким чином: 26,3 % — особи молодші 18 років, 57,5 % — особи у віці 18—64 років, 16,2 % — особи у віці 65 років та старші. Медіана віку мешканця становила 37,8 року. На 100 осіб жіночої статі у місті припадало 88,8 чоловіків;  на 100 жінок у віці від 18 років та старших — 83,4 чоловіків також старших 18 років.
Середній дохід на одне домашнє господарство  становив 42 511 долар США (медіана — 33 683), а середній дохід на одну сім'ю — 49 998 доларів (медіана — 37 476). За межею бідності перебувало 26,5 % осіб, у тому числі 35,5 % дітей у віці до 18 років та 27,8 % осіб у віці 65 років та старших.
Цивільне працевлаштоване населення становило 1149 осіб. Основні галузі зайнятості: освіта, охорона здоров'я та соціальна допомога — 26,2 %, мистецтво, розваги та відпочинок — 18,5 %, сільське господарство, лісництво, риболовля — 16,4 %.